# Caterina Fanzini
Caterina Fanzini (Parma, 12 agosto 1985) è una pallavolista italiana, schiacciatrice dell'OSGB Campagnola.

## Carriera
Caterina Fanzini comincia la propria carriera pallavolistica nel 2001, nel Terre Verdiane di Fontanellato, in Serie B1, dove resta per quattro stagioni. Nella stagione 2006-07 fa il suo esordio a livello professionistico grazie all'ingaggio da parte dell'Esperia di Cremona, in Serie A2: nel club lombardo resta per tre annate.
Nella stagione 2009-10 passa al Bergamo, in Serie A1, con il quale, in due stagioni, vince la Champions League 2009-10 e lo scudetto 2010-11; nella stagione 2011-12 viene ceduta al Crema, in Serie A2, guadagnando la promozione in massima divisione.
Nella stagione 2012-13 lascia l'Italia per trasferirsi in Germania, nel Potsdam, mentre nella stagione successiva torna in patria per giocare nella Savino Del Bene, in serie cadetta, categoria dove resta anche nell'annata 2014-15 vestendo però la maglia del Forlì: a seguito del ripescaggio della squadra in Serie A1, viene messa fuori rosa, fino al gennaio 2015 quando si trasferisce alla VolAlto Caserta, sempre in Serie A2.
Nella stagione 2015-16 viene ingaggiata dal Pavia, in Serie B1, mentre dall'annata successiva veste la maglia dell'Alsenese, dapprima nel campionato di Serie B2 e quindi, dopo aver centrato la promozione nella stagione 2018-19, nuovamente in Serie B1.
Dopo un quadriennio con la formazione piacentina, torna a disputare la Serie B2 nell'annata 2020-21, accordandosi con l'OSGB Campagnola.

## Palmarès

### Club
- Campionato italiano: 1

2010-11
- Champions League: 1

2009-10